# Apeadero de Ribeiro do Freixo
El Apeadero de Ribeiro do Freixo es una plataforma desactivada del Ramal de Portalegre, situada en el ayuntamiento de Monforte, en Portugal.

## Historia
En noviembre de 1940, fue aprobado, por el Ministerio de Obras Públicas y Comunicaciones, el proyecto para este apeadero, entonces situado en el km 7.521,50 del tramo entre Monte de Vide y Portalegre; el presupuesto para la construcción fue de 180.851$56. En enero del año siguiente, fue realizado el concurso público para el contrato n.º 33 de la Línea de Portalegre, que englobaba varios trabajos en la estación de Portalegre, y la construcción del apeadero de Ribeiro do Freixo; en el caso del apeadero, las obras consistieron en la realización de allanados, y en la edificación del edificio de pasajeros, de los muelle cubierto y descubierto, de la plataforma, de un establo, un pozo, una pila para lavar la ropa, un horno para cocer pan, una fosa, un puesto telefónico, vallados, y plantaciones. El contrato fue consignada a José Pinto Caeiro, por un valor de 169.100$00
Este apeadero entró en servicio el 21 de enero de 1949, junto con el tramo entre Monte de Vide y Portalegre, donde se sitúa.